# Debby Ryan
Deborah Ann Ryan (Huntsville, 13 de maio de 1993) é uma atriz e cantora norte-americana, mais conhecida por interpretar  Bailey Pickett em Zack & Cody: todos a bordo, Abby Jensen em 16 Desejos, Jessie personagem-título da série  do Disney Channel Jessie, Tara Adams em Radio Rebel e Patty Bladell na série de televisão Insatiable da Netflix. Ryan ganhou destaque na música contribuindo com os vocais para as trilhas sonoras de seus projetos da Disney e mais tarde formou a banda The Never Ending em 2013, e excursionou com eles como um ato de abertura da etapa norte-americana da The Reflection Tour do Fifth Harmony em 2015.

## Biografia
Debby nasceu em Huntsville, Alabama. Por ser evangélica, já atuou em igrejas. Além disso, em grupos de teatro, e em competições de talento. O pai de Debby estava nas Forças Armadas Americanas, então ela morou na Alemanha dos 7 aos 9 anos de idade. Debby começou a agir profissionalmente numa Base Americana na Alemanha. Ela então descobriu que amava atuar. Na época, Debby era fluente em alemão. Ela retornou aos Estados Unidos com 9 anos de idade, no ano de 2002, e foi criada no Texas, história semelhante da série de televisão Jessie que ela faz papel principal.
Ela sonhava em atuar em tempo integral. Numa entrevista feita pela People Magazine em 2009, Debby revela que em sua sétima série escolar teria sido a mascote de sua escola e participava do clube de xadrez. Ela se descreve como uma "nerd" na escola. Debby tem um irmão mais velho, Chase Ryan, que é guitarrista e vocalista.
Ryan manteve um relacionamento com o músico Josh Dun entre maio de 2013 e setembro de 2014. Em 2018, Josh confirmou que eles tinham voltado, e noivaram no mesmo ano.
Em 31 de dezembro de 2019, Josh e Debby se casaram.

## Carreira

### 2006–2007: Início e trabalhos na televisão
Debby estreou-se em 2007 como convidada em Barney: Let's Go to the Firehouse, onde fez o papel de Jullie, uma adolescente em crise que passa a ver a vida de um jeito mais alegre. Ela também participou do filme The Longshots com Ice Cube e Keke Palmer. Ryan interpretou Edith no filme.

### 2008–2010:The Suite Life on Decke16 Wishes

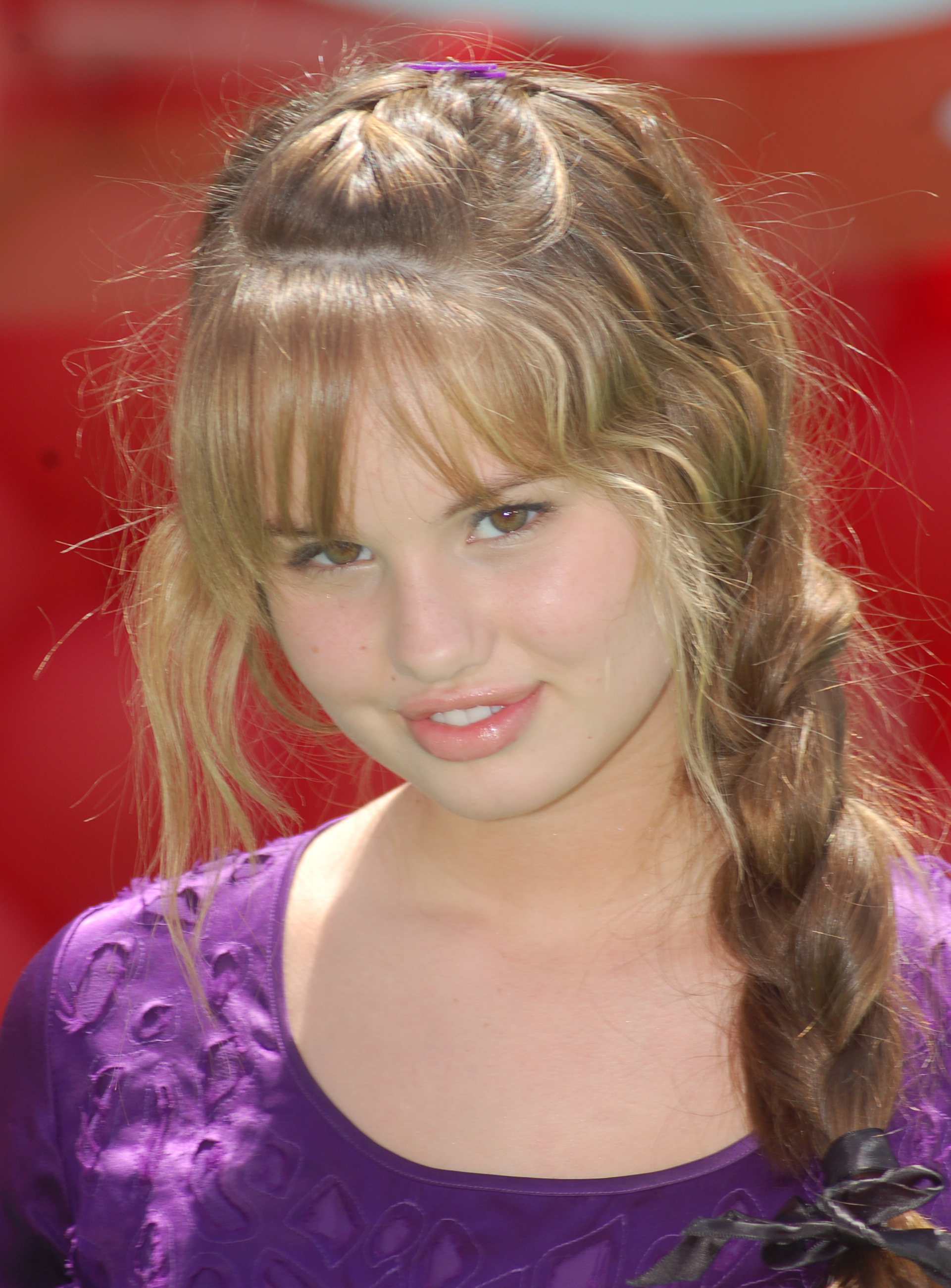
Ryan em 2009.

Debby interpretava uma dos personagens principais, Bailey Pickett, na série original do Disney Channel, The Suite Life on Deck. A série é um spin-off de The Suite Life of Zack & Cody. O episódio piloto do seriado estreou em 26 de Setembro de 2008 nos Estados Unidos, sendo muito bem recebido pela crítica. Além da série de sucesso, Debby também participou do especial Studio DC: Almost Live que apresentava estrelas de diversas séries do Disney Channel em companhia dos Muppets.
Ela também fez uma participação em um episódio da minissérie Jonas Brothers: Vivendo O Rock. Em 2009, Ryan fez sua primeira aparição em uma série de TV fora da Disney Channel. Ela interpretou Hillary em um dos episódios da série de drama da ABC Family, The Secret Life of the American Teenager. Debby ganhou dois Young Artists Awards como Melhor Atriz de TV por The Suite Life on Deck e por Melhor Performance de Atriz Convidada em série pela sua atuação em The Secret Life of the American Teenager.

### 2011–2016:JessieeRadio Rebel
Em 2011, Ryan ganhou a sua própria série no Disney Channel intitulado Jessie onde faz essa mesma personagem. O show segue uma menina que se muda do Texas para Nova York para se tornar uma ama  para uma família com quatro filhos. Ryan também ajudou a criar a série, relatando que ela queria se relacionar com sua personagem. Também protagonizou o filme Radio Rebel original do Disney Channel. Em 2015 Jessie foi finalizada após 4 temporadas.

### 2017-presente:Insatiable
Em fevereiro de 2017, Debby entrou para o elenco de Insatiable, nova série da The CW, e interpretará Patty, uma jovem que sofria bullying devido ao seu peso e emagreceu 30 kg após quebrar a mandíbula. A série de drama gira em torno de Bob, um advogado insatisfeito que vira treinador de participantes de concurso de beleza. O grande drama aparece quando sua primeira cliente é Patty, que também é bem vingativa e quer virar a rainha da beleza. Em junho de 2017 a série foi comprada pela Netflix após ser ter seu piloto não aprovado pela The CW. A série estreou no serviço de streaming em 10 de agosto de 2018, com 12 episódios.
Em fevereiro de 2020, a série foi cancelada após duas temporadas.

## Outros empreendimentos

### Filantropia

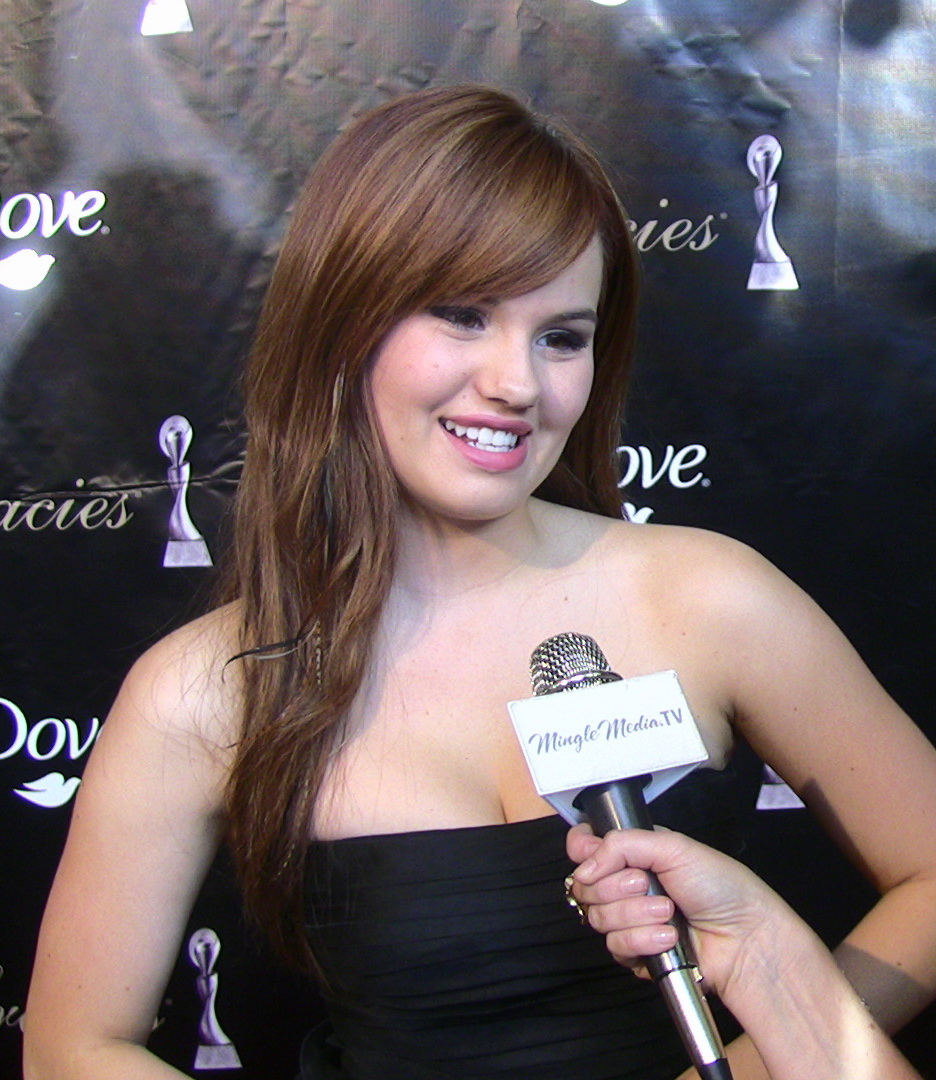
Ryan em maio de 2011.

Ryan está envolvida no Disney's Friends for Change. Ela também foi destaque em um comercial na Disney Channel. A caridade ajuda a explicar como as crianças podem ajudar a preservar o planeta e os convida para ir pro site do Disney's Friends for Change para poder doar. Ryan faz fazer parte do Disney's Friends for Change Games, que conta com estrelas da Disney para competir em desafios inspirados por boas ações para o meio ambiente. As estrelas serão divididos em equipes e cada equipe jogará em nome de uma instituição de caridade ambiental. Ryan foi a capitã da equipe azul tocando para beneficiar Convenção Oceânica.
Em maio de 2012, Ryan viajou para Udaipur, na Índia, como parte do Disney's Friends for Change. Durante a sua visita, ela se ofereceu para ajudar a construir uma nova escola em Lai Gow e se reuniu com membros da comunidade local para aprender sobre sua cultura. A sua experiência foi filmado e transmitido entre os programas no Disney Channel a partir de 28 de junho de 2012.

### Música
Ryan toca vários instrumentos musicais, incluindo guitarra, piano e teclado. Ela também é compositora e escreve músicas ao lado de seu irmão mais velho. Ryan mostrou interese em vários tipos de música dentre seus preferidos ela citou jazz e country pop com uma mistura de rock alternativo. Ryan foi definido para ser a atração principal do "Terrific Teen Tour", uma série de concertos, que foi co-liderado por Mitchel Musso, Jasmine Richards e Savannah Outen, que teria início no dia 9 de julho de 2009 e término em 14 de julho do mesmo ano, mas a turnê foi cancelada devido a conflitos de agenda. A turnê teria sido a estreia de Ryan em shows ao vivo.
Ryan estreou seus talentos musicais em episódios de The Suite Life on Deck. Em 2011 Ryan lançou seu primeiro single chamado "We Ended Right", que mais tarde foi incluído na trilha sonora do filme Radio Rebel. Desde então, passou a gravar músicas para filmes como "A Wish Comes True Everyday" e "Open Eyes" para 16 Wishes e "We Got the Beat" para Radio Rebel. Ela também gravou a música tema "Hey Jessie" em sua série da Disney Channel. Em 2014 lançou seu EP ''One'' com sua banda The Never Ending que ficou no top 5 de charts de rock.

### Moda
Em julho de 2012, Ryan começou a trabalhar em uma linha de roupas para lançamento em 2013. Ela disse que estava nos estágios iniciais de construir-se uma marca de moda e revelou que foi olhar para os designers e marcas de entrevistas que ela pode gostar de trabalhar.

## Filmografia

### Televisão
| Ano       | Título                                      | Papel                    | Notas                                                                     |
| --------- | ------------------------------------------- | ------------------------ | ------------------------------------------------------------------------- |
| 2006      | Barney and Friends                          | Debby                    | Elenco Recorrente                                                         |
| 2008      | Jonas Brothers: Living the Dream            | Ela mesma                | Episódio: "Hello Hollywood"                                               |
| 2008–11   | Zack e cody todos a bordo                   | Bailey Pickett           | Elenco Principal                                                          |
| 2009      | Os Feiticeiros de Waverly Place             | Bailey Pickett           | Episódio: "Cast Away (To Another Show)"                                   |
| 2009      | Hannah Montana                              | Bailey Pickett           | Episódio: "Super(stitious) Girl"                                          |
| 2010      | 16 Desejos                                  | Abigail "Abby" Jensen    | Telefilme                                                                 |
| 2011      | Zack & Cody - O Filme                       | Bailey Pickett           | Telefilme                                                                 |
| 2011      | R. L. Stine's The Haunting Hour: The Series | Stefani Howard           | Episódio: "Wrong Number"                                                  |
| 2011      | PrankStars                                  | Ela mesma                | Episódio: "Something to Chew On"                                          |
| 2011      | Private Practice                            | Hayley                   | Episódio: "The Breaking Point"                                            |
| 2011–15   | Jessie                                      | Jessie Prescott          | Protagonista                                                              |
| 2012      | Zeke e Luther                               | Courtney Mills           | Episódio: "There's No Business Like Bro Business"                         |
| 2012      | The Glades                                  | Christa Johnson          | Episódio: "Fountain of Youth"                                             |
| 2012      | Radio Rebel                                 | Tara Adams               | Telefilme                                                                 |
| 2012      | Austin & Ally                               | Jessie Prescott          | Episódio: "Austin & Jessie & Ally All Star New Year"                      |
| 2012      | So Random                                   | Ela mesma                | "Cole and Dylan Sprouse" (Temporada 1; Episódio 21); Série Disney Channel |
| 2013      | We Day                                      | Apresentadora            | 7° edição                                                                 |
| 2013      | Boa Sorte Charlie                           | Jessie Prescott          | Episódio: "Good Luck Jessie: NYC Christmas"                               |
| 2013      | Kristin's Christmas Past                    | Haddie                   | Telefilme                                                                 |
| 2014      | Mighty Med                                  | Jade / Remix             | Episódio: "Guitar Superhero"                                              |
| 2014      | Ultimate Spider-Man                         | Jessie Prescott          | Voz; episódio: "Halloween Night at the Museum"                            |
| 2014      | Fashion Police                              | Guest mentor             | Episódio: "Debby Ryan and Jamie Chung"                                    |
| 2015      | Riley e o mundo                             | Aubrey Macavoy           | Episódio: "Girl Meets Demolition"                                         |
| 2015      | Goldie & Bear                               | Thumbelina               | Voz; episódio: "Thumbulina's Wild Ride"                                   |
| 2015–16   | Os Mistérios de Laura                       | Lucy Diamond             | Elenco Regular                                                            |
| 2016      | Sing It!                                    | Holli Holiday            | Elenco Principal                                                          |
| 2017      | Daytime Divas                               | Maddie Finn              | Episódios: "Lunch Is on Us" and "Shut It Down"                            |
| 2018–2019 | Insatiable                                  | Patricia "Patty" Bladell | Protagonista                                                              |

### Filmes
| Ano  | Título                            | Papel                 | Notas                           |
| ---- | --------------------------------- | --------------------- | ------------------------------- |
| 2007 | Barney e os seus amigos           | Teenage Girl          | Direto para DVD                 |
| 2008 | The Longshots                     | Edith Smith           |                                 |
| 2010 | What If...                        | Kimberly "Kim" Walker |                                 |
| 2012 | Tinker Bell - O Segredo das Fadas | Spike                 | Voz                             |
| 2014 | Muppets 2: Procurados e Amados    | Savana                | Cena deletada/ Versão Estendida |
| 2017 | Rip Tide                          | Cora Hamilton         |                                 |
| 2018 | Cover Versions                    | Maple                 |                                 |
| 2018 | Life of the Party                 | Jennifer              |                                 |
| 2018 | Every Day                         | Jolene                |                                 |
| 2018 | Grace                             | Nicole                |                                 |
| 2020 | Horse Girl                        | Niki                  |                                 |
| 2021 | Night Teeth                       | Blaire                | Netflix                         |
| 2023 | Fast X                            |                       | Prime Video/ movie theater      |